# ルンツェ県
ルンツェ県（ルンツェけん）は中華人民共和国チベット自治区山南市の県の一つ。県名はチベット語で「万事順利、実力雄厚」の意。県政府所在地はルンツェ鎮（隆子鎮）。南部はインドの実効支配下（アルナーチャル・プラデーシュ州）にあり領土問題が未解決である。

## 行政区画
2鎮、8郷、1民族郷を管轄：
- 鎮：ルンツェ鎮（隆子鎮）、日当鎮
- 郷：列麦郷、熱栄郷、三安曲林郷、准巴郷、雪薩郷、扎日郷、玉麦郷、加玉郷

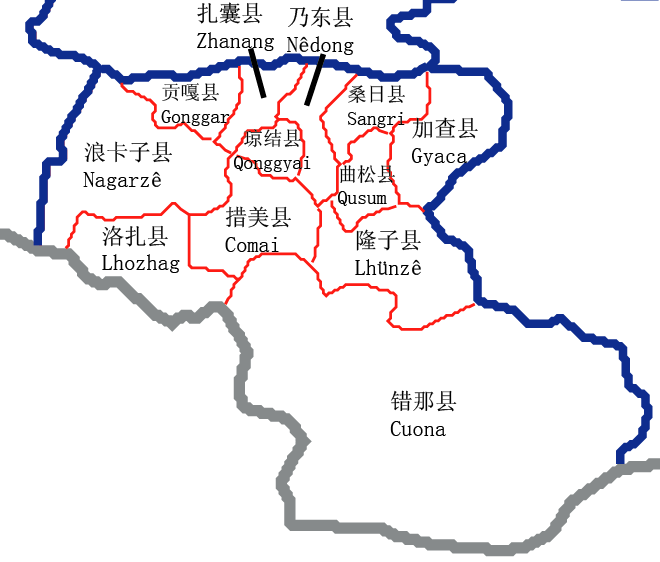
山南地区の行政区画

- 民族郷：斗玉ローバ族郷